# 蹇念益
蹇念益（1876年—1930年），字季常，贵州遵义老城人，中华民国政治人物。

## 生平
蹇念益的父亲蹇诜（和蹇先艾的祖父蹇訚是亲弟兄）曾任四川越嶲县、马边县知县。蹇念益自幼随父亲在四川念书。 1895年，遵义发生严重旱灾，蹇念益受川东兵备道员黎庶昌的委托，从重庆运粮到遵义赈灾。1900年，蹇念益赴日本留学，入早稻田大学学习法政。其间，当选为中国留学生总会干事。后来，日本文部省颁布《关于准许清国人入学之公私立学校之规程》，一部分中国留学生认为该规程不合理，乃罢课、集体归国，表示抗议。蹇念益认为这些行为有损中国，遂和江庸组织维持会，说服多数中国留学生继续留在日本学习。当时，梁启超在日本办《新民丛报》，梁启超比蹇念益大三岁，因为政治主张接近，便成为好友。
1907年，蹇念益毕业归国，被清廷授七品京官，在度支部任职。1908年，遵义籍进士唐瑞铜任河南财政监理官，推荐蹇念益担任副职。蹇念益上任后，提出了整治河南财政方案，方案实施后，河南财政年收入自600万两白银增加至900万两白银。1910年，资政院办理中国全国的决算，河南省增收列第一位。库存余额超过200万两白银，这些钱被用于河南推行新政、办教育。
1911年辛亥革命之后，华北党派甚多，蹇念益参加了国民协进会并任常务干事。不久，该会同国民公会合并为统一党。1913年2月，蹇念益当选为第一届国会议员。同年5月，统一党和梁启超的共和党合并为进步党，蹇念益从而更加接近梁启超。梁启超谋划的行动，多由蹇念益作出决断，时有 “梁谋蹇断”的说法。
蹇念益原先在河南工作时，袁世凯被清廷罢官回到河南的家乡。蹇念益当时曾和袁世凯晤谈，认为袁世凯“中于俗者深，又好自用．未足以语大计”。1915年，袁世凯称帝，蹇念益和蔡锷来往于北京和天津，同梁启超秘密策划反袁。不久，蹇念益、蔡锷、梁启超、戴戡、王伯群、陈国祥、汤睿（汤觉顿）在天津的汤睿宅秘密聚会，史称“天津七人密会”。会上，大家一致决定组织军队讨伐袁世凯，蔡锷、王伯群、戴戡负责潜回昆明、贵阳分别发动滇军、黔军，梁启超、汤睿回广东组织军队进行策应，蹇念益、陈国祥负责来往于北京、上海等地传递消息。他们还决定策动北洋军分化。经过蹇念益等人说服，北洋军内部镇守南京的江淮宣抚使冯国璋逐步不再支持袁世凯，而且1916年4月还通电声援护国军，逼袁世凯退位。
护国战争结束之后，蹇念益不愿担任政府职务，只愿意当议员。不久，黄兴、蔡锷先后逝世，蹇念益不再担任议员，每日饮酒，以解愁闷，正如梁启超赠给蹇念益的对联所称：“最有味似无能，但醉来还醒，醒来还醉；本不住怎生去，笑归处如客，客处如归。”1929年，梁启超病逝，蹇念益半身不遂。
1930年，蹇念益在北京服药自杀，享年54岁。蹇念益的朋友陈叔通曾为其作墓表。